# TuS Binzen
Der Turn- und Sportverein Binzen ist ein Sportverein aus Binzen in Landkreis Lörrach. Der Verein bietet die Sportarten Fußball, Tischtennis und Gymnastik an. Bundesweit bekannt wurde der Verein durch die Frauenfußballmannschaft, die Gründungsmitglied der Bundesliga war.

## Geschichte
Am 12. Mai 1956 wurde der Verein in der Bahnhofswirtschaft gegründet. Zunächst wurde nur Fußball gespielt. Die Tischtennisabteilung folgte 1971. Zehn Jahre später löst sich die Turnabteilung aus dem Verein und wird unter dem Namen Turnerbund Binzen selbständig.

## Frauenfußball
Die Frauenfußballabteilung wurde 1971 gegründet. 1982 gewinnt die Mannschaft mit dem südbadischen Pokal den ersten Titel. In der zweiten Hälfte der 1980er Jahre dominierte die Mannschaft den Frauenfußball in Südbaden. Zwischen 1985 und 1990 wird die Mannschaft je fünfmal Meister und sechsmal Verbandspokalsieger. Auf Bundesebene war in der Regel schon in der ersten Runde Endstation. Nur bei der deutschen Meisterschaft 1985 und im DFB-Pokal 1985/86 erreicht die Mannschaft das Viertelfinale. Als südbadischer Meister 1990 war der TuS Binzen Gründungsmitglied der Bundesliga, stieg jedoch als Tabellenletzter der Südgruppe sofort wieder ab. 1994 meldet die Mannschaft sich vom Spielbetrieb ab.
Mittlerweile gibt es eine neue Frauenfußballabteilung, deren Mannschaft 2013/14 in der 1. Kreisliga spielte und in die Bezirksliga Hochrhein aufstieg.

### Erfolge
- Gründungsmitglied der Bundesliga (Süd) 1990/91
- Südbadischer Meister 1985, 1986, 1988, 1989, 1990
- Südbadischer Pokalsieger 1982, 1985, 1986, 1987, 1988, 1990

### Statistik
Am 31. Oktober 1970 hob der DFB das Frauenfußballverbot auf. Die Bilanz der Frauenmannschaft des TuS Binzen:
| Saison | Liga                            | Platz/Teilnehmer | S  | U | N  | Tore  | Punkte | Verbandspokal                                      | Bemerkungen                                                   |
| --- | ------------------------------- | ---------------- | -- | - | -- | ----- | ------ | -------------------------------------------------- | ------------------------------------------------------------- |
| 1970/71 |                                 |                  |    |   |    |       |        |                                                    | nicht am Spielbetrieb teilgenommen                            |
| 1971/72 | Oberrhein Staffel 1             | 5./5             | 0  | 1 | 7  | 3:39  | 1-15   |                                                    |                                                               |
| 1972/73 | Oberrhein                       | 8./9             | 1  | 2 | 13 | 12-83 | 4-28   |                                                    |                                                               |
| 1973/74 | Oberrhein                       | 5./9             | 6  | 0 | 10 | 17-58 | 12-20  |                                                    |                                                               |
| 1974/75 | Oberrhein                       |                  |    |   |    |       |        |                                                    | TuS Binzen 7. oder 8./8                                       |
| 1975/76 |                                 |                  |    |   |    |       |        |                                                    | nicht am Spielbetrieb teilgenommen                            |
| 1976/77 | Oberrhein                       |                  | 3  | 2 | 5  | 21-11 | 8-12   |                                                    | 4. oder 5./6, als SG Binzen/Märkt/Eim.                        |
| 1977/78 | Oberrhein                       | 4./7             | 6  | 2 | 4  | 38-17 | 14-10  |                                                    | als SG Binzen/Märkt                                           |
| 1978/79 | Oberrhein                       | 2./5             | 5  | 1 | 2  | 37-6  | 11-5   |                                                    |                                                               |
| 1979/80 | Bezirksstaffel Oberrhein        | 1./4             | 10 | 1 | 1  | 37-10 | 21-3   |                                                    | 2. der Aufstiegsrunde                                         |
| 1980/81 | Südbadische Damenliga           | 8./10            | 2  | 7 | 9  | 11-25 | 11-25  |                                                    |                                                               |
| 1981/82 | Südbadische Damenliga           | 9./10            | 4  | 5 | 9  | 16-25 | 13-23  | Endspiel: TuS Binzen – SC Freiburg 3:1 n. V.       |                                                               |
| 1982/83 | Südbadische Damenliga           | 4./10            | 9  | 3 | 6  | 27-21 | 21-15  |                                                    |                                                               |
| 1983/84 | Südbadische Damenliga           | 2./10            | 11 | 3 | 4  | 33-15 | 25-11  | Endspiel: SC Freiburg – TuS Binzen 3:0             |                                                               |
| 1984/85 | Südbadische Damenliga           | 1./10            | 16 | 1 | 1  | 45-16 | 33-3   | Endspiel: TuS Binzen – VfR Rheinfelden 4:2         |                                                               |
| 1985/86 | Südbadische Damenliga           | 1./10            | 16 | 1 | 1  | 84-7  | 33-3   | Endspiel: TuS Binzen – SC Freiburg 3:1             |                                                               |
| 1986/87 | Südbadische Damenliga           | 2./10            | 15 | 2 | 1  | 75-9  | 32-4   | Endspiel: TuS Binzen – SpVgg Wiehre 2:1            |                                                               |
| 1987/88 | Südbadische Damenliga           | 1./10            | 17 | 0 | 1  | 65-10 | 34-2   | Endspiel: TuS Binzen – SpVgg Wiehre 5:0            |                                                               |
| 1988/89 | Südbadische Damenliga           | 1./10            | 15 | 3 | 0  | 58-13 | 33-3   |                                                    |                                                               |
| 1989/90 | Südbadische Damenliga           | 1./11            |    |   |    | 69-12 | 34-6   | Endspiel: TuS Binzen – Sportfreunde Schliengen 6:0 | Qualifikation für die neue Bundesliga Süd                     |
| 1990/91 | Bundesliga Süd                  | 10./10           | 2  | 3 | 13 | 14-46 | 7-29   |                                                    | 2. Mannschaft als SG Weil/Binzen in der Bezirksliga Oberrhein |
| 1991/92 | Südbadische Damenliga           | 3./10            | 9  | 4 | 5  | 41-26 | 22-12  |                                                    | 2. Mannschaft 6./10 in der Bezirksliga Oberrhein              |
| 1992/93 | Südbadische Damenliga           | 7./10            | 5  | 2 | 11 | 26-42 | 12-24  |                                                    |                                                               |
| 1993/94 | Südbadische Damenliga           | 5./10            | 8  | 2 | 8  | 39-47 | 18-18  | Endspiel: SpVgg Wehr – TuS Binzen 3:1              |                                                               |
| 1994/95 | Südbadischen Damen-Verbandsliga |                  |    |   |    |       |        |                                                    | während der Runde zurückgezogen                               |
| 1995/96 - 2012/13                                                                                             |                                 |                  |    |   |    |       |        |                                                    | nicht am Spielbetrieb teilgenommen                            |
| 2013/14 | Kreisliga A Hochrhein           | 1./8             | 11 | 1 | 2  | 62-24 | 34     |                                                    |                                                               |
| 2014/15 | Bezirksliga Hochrhen            | 4./9             | 6  | 4 | 6  | 36-32 | 22     |                                                    |                                                               |
| Anmerkung: Grün unterlegte Spielzeiten kennzeichnen einen Aufstieg, rot unterlegte Spielzeiten einen Abstieg. |                                 |                  |    |   |    |       |        |                                                    |                                                               |

## Männerfußball
Größter Erfolg der Männermannschaft war der Aufstieg in die Landesliga(II) Südbaden im Jahre 2024.